# Sun Yanyan
Sun Yanyan és una esportista xinesa que va competir en judo, guanyadora de tres medalles al Campionat Asiàtic de Judo els anys 1993 i 1995.

## Palmarès internacional
| Campionat Asiàtic | Campionat Asiàtic          | Campionat Asiàtic | Campionat Asiàtic |
| Any               | Lloc                       | Medalla           | Categoria         |
| ----------------- | -------------------------- | ----------------- | ----------------- |
| 1993              | Macau (Plantilla:Bandera2) | 1                 | +72 kg            |
| 1995              | Nova Delhi ( Índia)        | 3                 | +72 kg            |
| 1995              | Nova Delhi ( Índia)        | 3                 | Oberta            |